# Бранкас, Андре Батист де
Андре Батист де Бранкас сеньйор де Виллар или Адмирал де Бранкас (фр. André Baptiste de Brancas, seigneur de Villars ); 1565 — 24 июля 1595, Дуллан, Сомма, Королевство Франция) — французский военный и государственный деятель, адмирал Франции (23 августа 1594—24 июля 1595).
Талантливый военачальник и убежденный сторонник Католической лиги Франции. Активный участник религиозных войн во Франции. Стремился к независимости Нормандии.
В 1591 году командовал обороной Руана от осаждавшей его армии короля Франции Генриха IV. Пока Генрих тратил время на любовные похождения, у Бранкаса была возможность должным образом организовать оборону города. Кроме того, жители Руана, как и парижане годом ранее, ожидали прибытия Фарнезе, который помог бы снять осаду с их города. Потерпев неудачу, Генрих IV безуспешно пытался склонить Виллара де Бранкаса сдать Руан.
В августе 1594 стал адмиралом Франции.
В 1595 году при осаде испанцами г. Дуллан был взят в плен и казнён.